# 羊佩任
羊佩任，南北朝时乌程县（治所在今浙江省湖州市吴兴区）人，羊缉之女。
她跟随母亲回到舅舅家里，结果母亲去世，羊佩任于是不分昼夜号啕大哭，不喝水不吃饭，过了三天之后，也死去了，她的乡里百姓将她叫做“女表”（女性的表率）。